# Alcancías

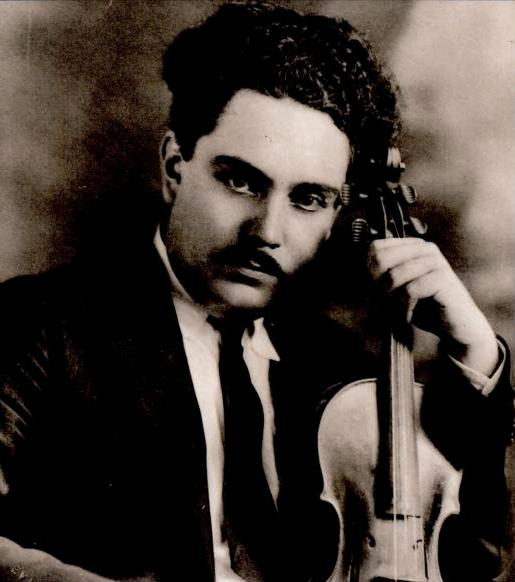
Silvestre Revueltas en 1930

Alcancías es una composición para pequeña orquesta del compositor mexicano Silvestre Revueltas, escrita en 1932. Está estructurada en tres movimientos, con una duración total en ejecución de unos ocho minutos.  

## Historia

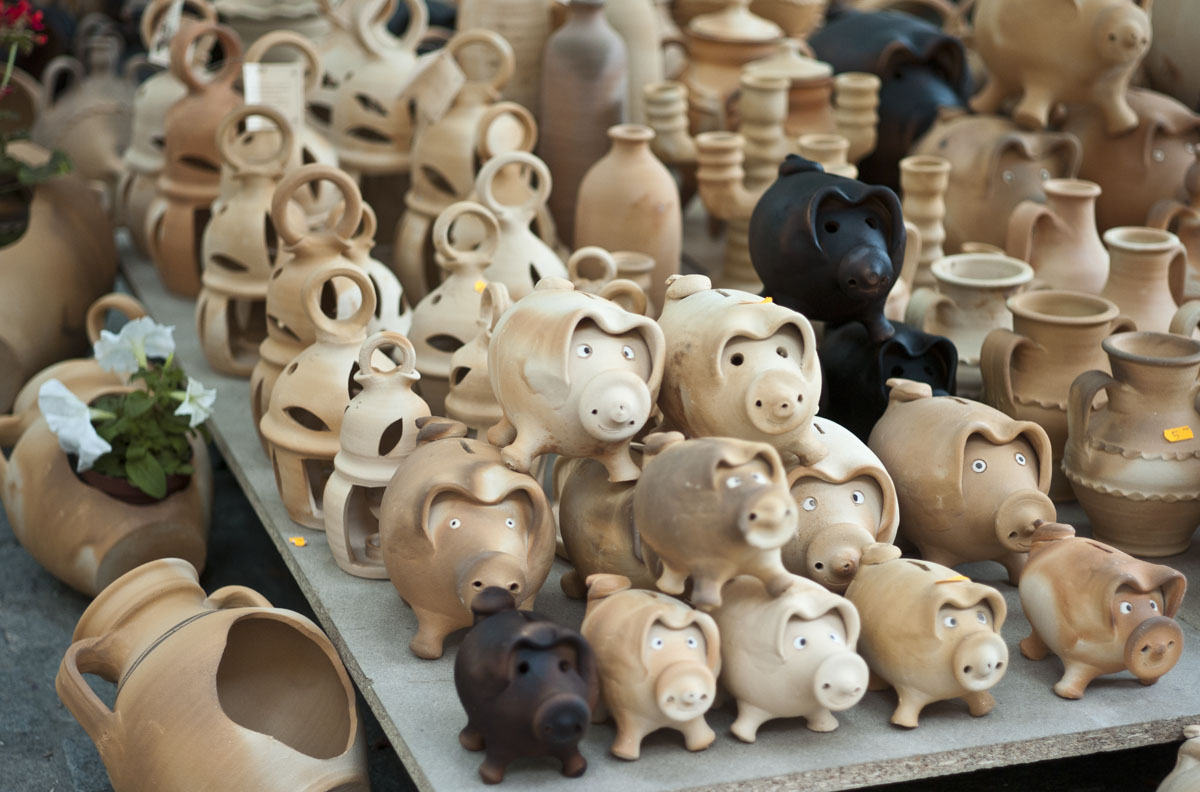
Alcancías, en forma de cerdo, feria de alfarería de Zamora 2012

Alcancías toma como tema un producto muy típico del arte popular mexicano, esos productos de alfarería multicolor, generalmente pequeños y en forma de cerdo o pescado, que generalmente deben romperse para sacar el dinero de adentro (Mayer-Serra, 1941, 128). La obra se compuso en la primera mitad de 1932 y se completó en julio (Slonimsky, 1945, 250).

## Instrumentación
Alcancías está escrita para una orquesta de cámara que tiene entre su dotación piccolo, oboe, clarinete en Mi♭, clarinete en Si♭, trompa, 2 trompetas en Do, trombón, timbales, percusión (xilófono, maracas, tambor, platillos suspendidos, güiro, bombo) y cuerdas. La partitura fue publicada en 1971 por Southern Music Publishing Co. Inc. (nº de plancha 2168-77) y actualmente pertenece al catálogo de Peermusic.

## Análisis
Alcancías tiene tres movimientos:
1. Allegro
2. Andante
3. Allegro vivo

El primer movimiento tiene una estructura arquitectónica compleja y poco ortodoxa de tres partes; el segundo, el movimiento lírico es, en esencia, una canción popular; y el último movimiento tiene el carácter de un huapango tradicional vivaz (Hernández, 2009)   .
Una introducción desequilibrada de cinco compases con fragmentos melódicos con fuertes acentos en los ritmos fuera de tiempo conduce al tema de apertura de la primera sección principal, una melodía de tipo folclórico en terceras paralelas (Garland, 1991). El movimiento puede describirse como modernista, angular, motorista y tonalmente ambiguo. Tiene una forma ABC de tres partes, en la que cada sección consta de tres unidades más pequeñas. “Sirve como un excelente ejemplo de la predilección de Revueltas por las triples subdivisiones y la forma creativa en que las aplicó y combinó para crear formas extendidas y más elaboradas” (Hernández, 2009)   .
El segundo movimiento tiene un estilo lírico, tonal y folclórico contrastante, sugiriendo una canción ranchera melancólica. Una introducción de ocho compases es seguida por un primer verso (c. 9-31), un interludio de ocho compases, un segundo verso (c. 40-59) y una coda final de ocho compases (Hernández, 2009). La partitura aquí utiliza violines al unísono junto con el flautín y el oboe en terceras, y el clarinete en mi bemol que entra después de un solo de oboe y un trío de trompa, trompeta y trombón (Paraskevaídis, 2011). Las cuerdas y los vientos en el registro alto sobre un acompañamiento retumbante crean un momento de tensión que "se extiende más allá de todo y sugiere una ruptura del inframundo" (Estrada, 2012).
En el tercer movimiento, el objetivo principal de Revueltas es colocar elementos de música popular mexicana en primer plano. Los aspectos formales toman un lugar secundario frente al desarrollo natural del material temático folclórico en la forma improvisada característica del huapango (Hernández, 2009, 127–28)   .

## Discografía
- Silvestre Revueltas: Música de cámara. Alcancías; El renacuajo paseador; Ocho por radio; Toccata sin fuga; Planos. London Sinfonietta; David Atherton, director de orquesta. Grabado en noviembre de 1979 en Londres. Grabación LP, 1 disco de sonido: analógico, 33-⅓ rpm, estéreo. RCA Victor MRS-019; México: RCA Victor, 1980. Esta grabación de Alcancías reeditada como parte de:
  - Noche de los Mayas: Música de Silvestre Revueltas. Grabación en CD, 1 disco de sonido: analógico / digital, 4¾ en., estéreo. Catalizador 09026-62672-2. [Nueva York, NY]: Catalyst, 1994.
  - Silvestre Revueltas, Antología del centenario (1899-1999): 15 obras maestras. Grabación en CD, 2 discos de sonido: digital, 4¾ pulg., monoaural / estéreo. Sello rojo RCA 09026-63548-2. Nueva York, NY: RCA Red Seal, 1999.